# Königsberg in Bayern
Königsberg in Bayern település Németországban, azon belül Bajorországban. Lakosainak száma 3614 fő (2023. december 31.).

## Népesség
A település népessége az elmúlt években az alábbi módon változott:
| Lakosok száma | 997  | 4160 | 3757 | 3713 | 3665 | 3596 | 3633 | 3638 | 3630 | 3614 |
|               | 1925 | 1970 | 1987 | 2011 | 2013 | 2015 | 2017 | 2018 | 2021 | 2023 |